# カーテンウォール

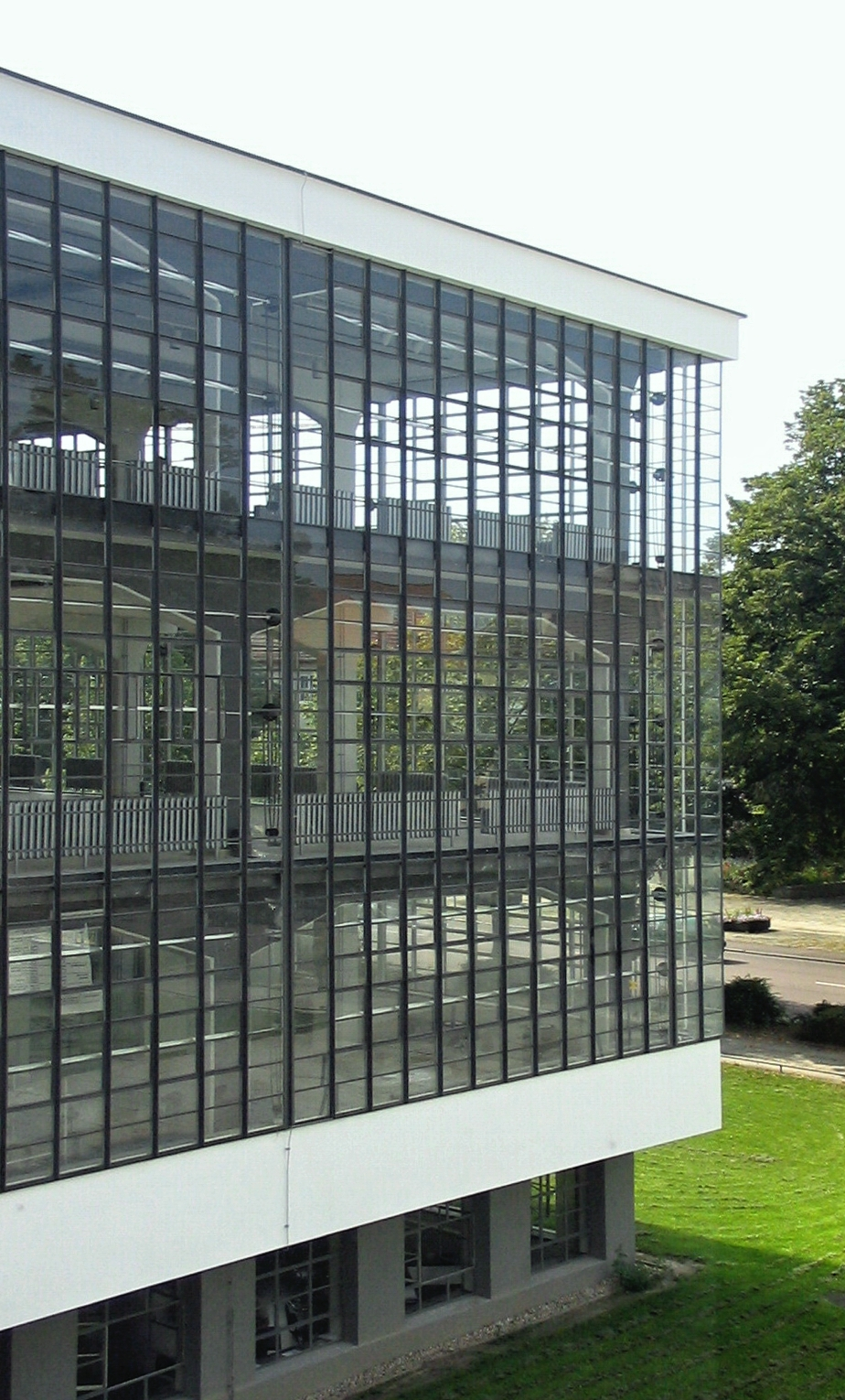
1920年代に作られたバウハウス校舎（ドイツ、デッサウ）のガラスカーテンウォール

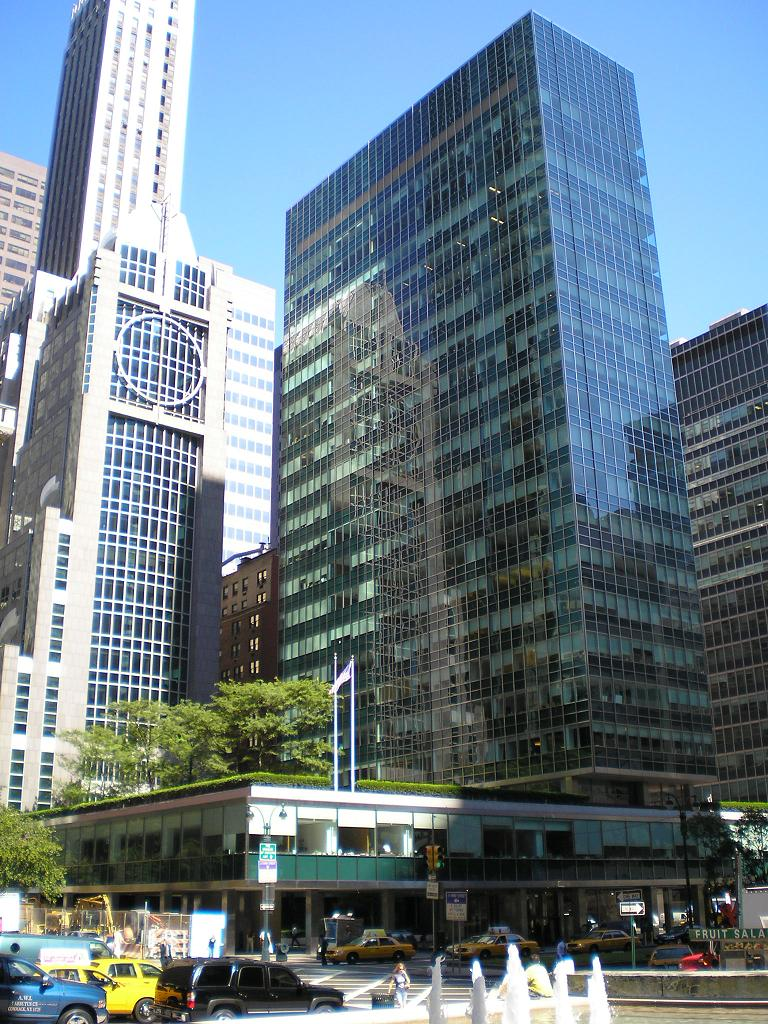
レバー・ハウス（1951年）、ニューヨーク最初のガラスカーテンウォールによる超高層ビル。David Shankbone撮影

カーテンウォール（英語: curtain wall）は、建築構造上取り外し可能な壁であり、建物の自重および建物の荷重は、すべてラーメン構造（柱、梁）で支える。ただし、稀に床、屋根等にも荷重負担させる事があり、建物の荷重を直接負担しない壁をいう。間仕切り壁と同様の非耐力壁である。帳壁（ちょうへき；建築基準法用語）、幕壁とも呼ばれる。

## 目的
従前の一般的な高層建築では、鉄骨鉄筋コンクリート構造を採用することが多く、外壁は柱や梁と同様、荷重を支えるほか地震や風圧によって建築物にかかる力に対抗する役割を果たしていた。しかし、高層建築がさらに進んだ場合、外壁自体の重量が設計上無視できない問題として浮上するようになってきた。また高層建築で柔構造が採用された場合、地震の際に壁面が変形しそれに伴いガラスが割れ、破片が飛び散ってしまうことも問題視された。
これらの諸問題を解決するために、建築物の荷重を支える構造はラーメンとし、外壁はそれらの構造物に貼り付けるのみとする工法が開発された。これによって外壁重量の軽量化、建物のしなりによるゆがみの影響を極力小さくすることなどが可能となった。

## 種類
- アルミカーテンウォール
- ハニカムアルミパネル
- ガラスカーテンウォール
- チタンパネル
- セラミックパネル
- プレキャストコンクリート（PCa）カーテンウォール

など

## 歴史

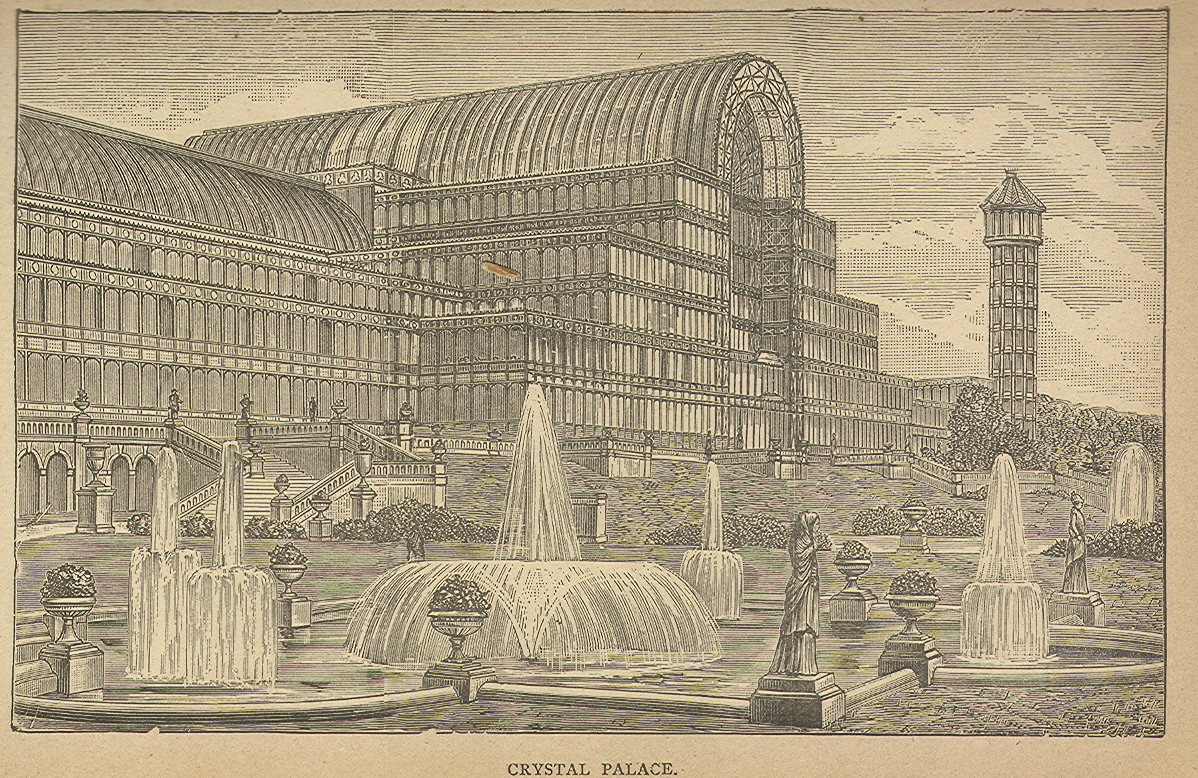
水晶宮（クリスタルパレス）

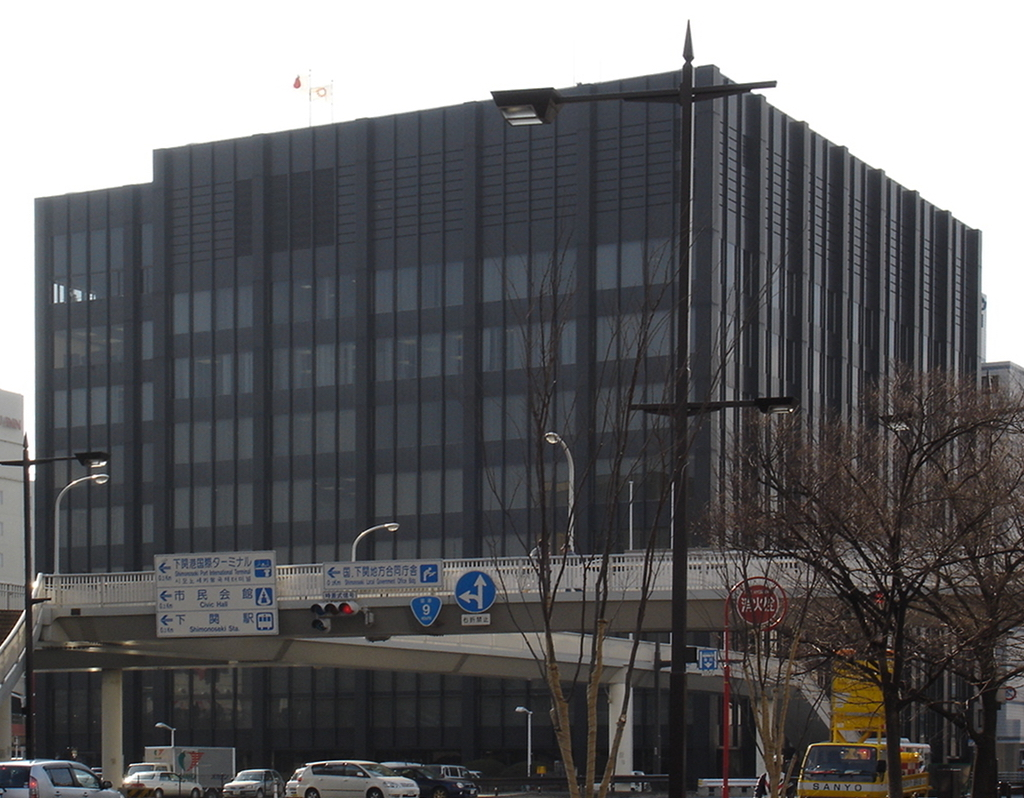
山口銀行本店

- 世界最初のカーテンウォールは1851年、ロンドンの水晶宮（クリスタルパレス）で、鉄骨構造の建築に鉄とガラスを組合せたプレハブ工法の先駆的な建物。
- 国連ビル（ニューヨーク）　アルミのカーテンウォール[1]。
- レバーハウス（ニューヨーク）　ステンレスのカーテンウォールを使用[1]。
- シーグラムビル　ブロンズのカーテンウォールを使用[1]。
- アルコア本社ビル（ピッツバーグ）　マリオンがない[1]。
- 日本最初期のカーテンウォール建築としては、1954年の水晶殿（静岡県熱海市、世界救世教いづのめ教団）や、1964年のホテルニューオータニ、1965年の山口銀行本店（山口県下関市、日本建築学会賞）が挙げられる。
- 2011年8月、木製カーテンウォールとしては初の準耐火認定を飯田ウッドワークシステムが取得した。実建物へ対応する製品レベルでの開発は日本初である[2]。

## 意匠形式
- ウィンドウタイプ
- フラットタイプ
- グリッドタイプ

など

## 工法
- 方立工法

方立と呼ばれるたての部材を構造躯体にファスナーで取付、それに横の部材や可動開口部分を組合せ取付ていく工法。現地で構成材を組み立てるのでノックダウン方式ともいう。この「方立」は英語で「mullion（マリオン）」と呼ばれる。代表的なものに、ルーズスティック方式（lose-stick）がある。
- ユニット工法

あらかじめ工場で窓などを組み込んだ壁をユニットとして組み立てておき、建設現場ではユニットを順番に取り付けていく工法